# 广西乌口树
广西乌口树（学名：Tarenna lanceolata），为茜草科乌口树属下的一个植物种。